# 79P/du Toit-Hartley
79P/du Toit-Hartley è una cometa periodica del Sistema solare, appartenente alla famiglia delle comete gioviane. La cometa è stata scoperta nell'aprile 1945 dall'astronomo sudafricano Daniel du Toit, poi non fu più osservata durante i sei successivi passaggi al perielio tanto da farla considerare persa.
Il 5 febbraio 1982 fu riscoperta casualmente dall'astronomo inglese Malcolm Hartley sotto forma di due comete distinte denominate rispettivamente 1982b e 1982c: il frammento denominato 1982b in seguito perse luminosità e infine sparì.
La cometa fu riosservata nel passaggio successivo nel 1986 e in tutti i successivi passaggi.
Nel 2007 A. A. Christou, Jeremie Vaubaillon e P. Withers scoprirono che la cometa dà origine ad uno sciame meteorico sul pianeta Marte.